# Beautiful (canção de Christina Aguilera)
"Beautiful" é uma canção da artista musical estadunidense Christina Aguilera. Foi escrita por Linda Perry, sendo produzida pela mesma e lançada oficialmente como o segundo single do quarto álbum de estúdio da intérprete, Stripped (2002), em 16 de novembro de 2002. A letra da música se refere a uma história de alguém que está lutando contra problemas de baixa auto-estima e insegurança, tendo como mensagem principal a beleza interior e não deixar as opiniões alheias e palavras perturbarem a própria paz. A canção se tornou um sucesso comercial, chegando ao topo das paradas na Austrália, Canadá, Irlanda, Nova Zelândia e Reino Unido. Nos Estados Unidos, chegou a ficar na segunda posição da Billboard Hot 100 e, mundialmente, a canção permaneceu por 6 semanas consecutivas nas paradas de single World Music Charts. Vendeu mais de 1 milhão de cópias digitalmente nos Estados Unidos.
"Beautiful" recebeu aclamação geral da crítica e foi apontado como uma das baladas mais fortes de Aguilera. A canção ganhou o prêmio Grammy Award, na categoria "Melhor Performance Vocal Pop Feminina" na cerimônia de 2004, e também esteve indicada para "Canção do Ano". Foi classificado como "100 Maiores Músicas da Década" na 52ª posição pela revista Rolling Stone, e na 18ª posição nas "100 Melhores Músicas dos Anos 00s" pela VH1. Artistas famosos como Elvis Costello, David Archuleta, Kenny G, Chaka Khan e Darren Criss gravaram versões cover da canção. A obra também foi adotada como um hino pela comunidade LGBT, pela sua mensagem de auto-capacitação. O vídeo musical, dirigido por Jonas Åkerlund, rendeu a Aguilera um GLAAD Media Award, por sua atuação positiva de gays e transexuais. Em 2011, a Organização dos Direitos LGBT do Reino Unido escolheu "Beautiful" como a melhor música inspiradora para gays, lésbicas e bissexuais.

## Antecedentes
A compositora Linda Perry tinha escrito "Beautiful", mas nunca deixou ninguém ouvi-lá. Ela considerou a música muito querida e pessoal para ela e estava insegura em como partilha-la ao público. No início, ela tinha deixado a cantora Pink ouvir "Beautiful" durante as gravações de Missundaztood. A cantora ficou impressionada com a música, e pediu a Perry se ela poderia gravar para o seu álbum, mas a mesma se recusou, sentindo que ela queria guardá-la para sua carreira de cantora. Alguns meses mais tarde, enquanto Aguilera e Perry estavam gravando o álbum Stripped, ela também deixou Aguilera ouvir a música. Perry a interpretou no piano, e Aguilera assumiu os vocais na canção. Depois disso, Aguilera disse que ela precisava de uma canção como essa em seu álbum. Perry ficou tão impressionada com a potência vocal de Aguilera interpretando a canção, que acabou deixando Aguilera gravar a mesma e a colocar em seu álbum, alegando que a voz de Aguilera combinava perfeitamente com a música.

## Composição
"Beautiful" é uma balada pop, que discute questões de auto-estima e insegurança, promovendo uma mensagem de auto-capacitação e abraçando a beleza interior. Chuck Taylor, da Billboard, observou que a canção tem uma mensagem de "segurar a si mesmo contra críticas do lado de fora", e Todd Burns, da Stylus, observou que a música "também explora o tema principal do registro, sendo 'despida' na frente do público". Segundo a partitura publicada pela Sony/ATV Music Publishing, a canção tem 78 batidas por minuto e é composta na chave de mi bemol maior; ela usa vários melismas na canção, tendo até sete notas em uma sílaba.

## Recepção

### Análise da crítica
Após o seu lançamento, "Beautiful" recebeu aclamação universal dos críticos de música. Stephen Thomas Erlewine, do AllMusic, elogiou a canção por não seguir o "[estilo] club e R&B do nível de rua, que a cabe mal". Da mesma forma, um revisor da Billboard reconheceu "Beautiful" como uma "balada digna e única" de um registro "agradavelmente [e] surpreendente profundo". Em uma revisão separada, Chuck Taylor, da mesma revista, rotulou a canção como "[de] tirar o fôlego" e reconheceu sua melodia e conteúdo lírico. O revisor da Entertainment Weekly, David Browne, chamou a canção como um dos "momentos" de Stripped, notando que ele é "mais contido" do que outras canções do álbum. Sal Cinquemani, da Slant Magazine, comentou que a colaboração com Linda Perry encontrou Aguilera "realmente nua" e reflexiva no título do álbum. Jane Dark, do The Village Voice, comparou aos trabalhos de Mariah Carey "feitos quando ela era natural". Em contraste, Amanda Murray, do Sputnikmusic, criticou as letras, mas elogiou a produção global. No Grammy Awards de 2004, "Beautiful" ganhou o prêmio de "Melhor Performance Vocal Pop Feminina" e foi indicado para "Canção do Ano".
"Beautiful" foi reconhecido por ser entre faixas mais fortes do Aguilera. A canção foi reconhecida como a terceiro melhor single por Rachel McRady, da Wetpaint, que comentou que "a balada de inspiração de Xtina motivou uma geração inteira". Alexandra Capotorto, da PopCrush, nomeou "Beautiful" como sua faixa favorita de Aguilera, opinando que a música é, definitivamente, "uma das mais memoráveis e maiores canções de Christina Aguilera até a data". Da mesma forma, a VH1 posicionou a faixa na 18ª posição na sua lista das 100 melhores músicas da década passada.

## Videoclipe

### Enredo

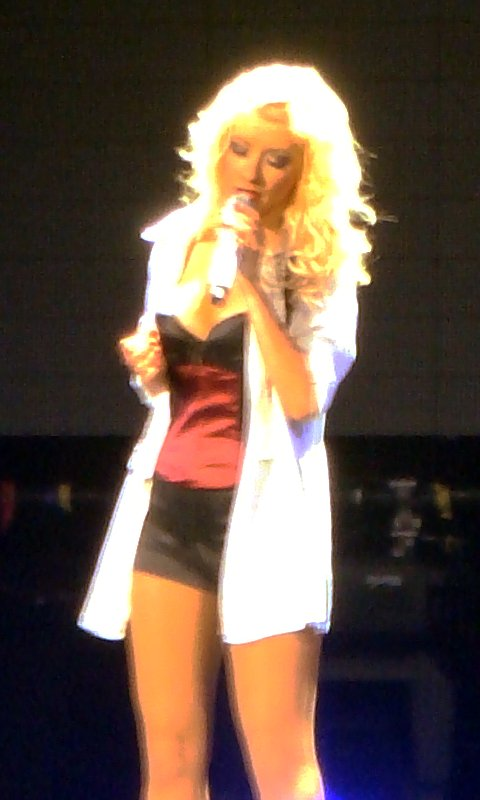
Aguilera performando Beautiful na Back to Basics Tour.

O vídeo da música para promover o single foi dirigido por Jonas Åkerlund. O vídeo mostra imagens claras sobre temas como a anorexia, a discriminação com aparência física, raça e orientação sexual. No início Aguilera achou que o vídeo seria muito criticado por ter detalhado os temas em questão, mas ao invés disso foi muito elogiado, por mostrar um pouco mais da opinião sobre esses temas na população.
Um girassol murcho e a frase "Não olhe para mim" abriram o vídeo, logo depois vemos Aguilera a frente de um espelho, e logo depois mostra uma jovem anoréxica (Mageina Tovah) examinando-se no espelho, e o quebrando em seguida. Há também um rapaz magro trancado em seu quarto forrado com fotos de fisiculturistas masculinos, em outro uma garota negra esta olhando fotos de modelos, e as jogando na lareira. Enquanto em outra foto de uma menina é espancada por outras, devido ao bullying por ela ser gorda, enquanto um homem gótico embarca num ônibus onde as pessoas se afastam dele. O vídeo também contém elementos LGBT mostrando dois homens gays (Jordan Shannon e Justin Croft) se beijando em um banco e ignorando as pessoas que passam os observando. Um homem travesti, interpretado por Robert Sherman, é visto enquanto coloca a maquiagem e as roupas de mulher. O vídeo termina com a imagem do girassol aberto e fresco.

### Recebimento
O vídeo foi bem recebido em várias tabelas de vídeos. Estreou no MTV Request Live, 9 de dezembro de 2002, em na posição de número #2. Embora o vídeo não tenha conseguido subir a posição de número #1, em 50 dias foi enviado para a reforma, enquanto foi para a posição de número #6, em 25 de fevereiro de 2003.
O vídeo de "Beautiful" rendeu para Aguilera um GLAAD Media Award por sua atuação positiva de gays e transexuais. Aguilera performou a canção a capela durante a cerimônia.

## Covers
"Beautiful" foi regravada inúmeras vezes por diversos artistas, e diferentes versões da canção foram apresentados na televisão e no cinema. Em 2004, a cantora Pink, que no início queria gravar a canção, fez um cover zombando de Aguilera durante a turnê Try This Tour e disse "Você é bonita, não importa o que eu digo". Muitos criticaram a atitude de Pink. Um dos covers mais notados de "Beautiful" foi feito pelo Guns N' Roses em 2006. Elvis Costello também fez um cover de "Beautiful" durante o episódio "Autopsy" da série House. Em 2012, Kelly Clarkson fez um cover durante sua turnê Stronger Tour, e David Archuleta colocou um cover de "Beautiful" no seu álbum Begin. É possível também ouvir um cover da musica na série da Netflix, Orange Is The New Black, na segunda temporada, do segundo episodio.
Entre outros covers feitos de "Beautiful" tem na lista:
- Glee
- Kelly Rowland
- Jennifer Hudson
- Janet Devlin
- Christina Moore
- Kenny G
- Chaka Khan
- Little Mix
- Amber Riley
- China Anne McClain
- Ariana Grande

## Impacto cultural
"Beautiful" tem sido amplamente adotado pela comunidade LGBT como um hino. Em 5 de outubro de 2010, centenas de pessoas se reuniram em frente a Massachusetts State House e cantou "Beautiful", como uma homenagem aos adolescentes que cometeram suicídio devido ao assédio moral anti-gay durante os meses anteriores, e em março de 2011, O Coro infantil de Columbus e O Coro Homens Columbus Gay executou a canção como uma contribuição para o It Gets Better Project.
Um cover da música foi destaque em Foundation for a Better Life, promovendo a cortesia e amizade.
No Reino Unido, os direitos LGBT Stonewall de caridade nomeou a música mais de maior inspiração da década para lésbicas, gays e bissexuais; o contribuinte, Paul Gambaccini disse sobre a música: "Recentemente, muitos cantores dos Estados Unidos gravaram hinos de auto-capacitação como uma resposta ao bullying, homofobia e misoginia nas escolas e sociedade. Vários deles se tornaram grandes sucessos. Aquele que mais tem registrado apoio tem sido a música de Linda Perry, "Beautiful", popularizada por Christina Aguilera. Esta gravação faz jus ao seu título. Enquanto uma música e, com desempenho, é uma grande conquista que inspirou milhões de jovens de todo o mundo".
Sobre a recepção que "Beautiful" teve para a comunidade LGBT, Aguilera disse: "Eu não posso expressar em palavras o quanto a comunidade LGBT significa para mim. Nos meus piores dias, quem me levanta são meus fãs gays. Sinto-me honrada de que algumas das minhas canções se tornam hinos para eles também."

## Desempenho nas paradas
Segundo Linda Perry, ela e o agente de Aguilera tinham recomendado "Beautiful" como o primeiro single do seu quarto álbum de estúdio, Stripped. Porém,  Aguilera insistiu em lançar "Dirrty". A RCA Records declarou que tinha concordado com Aguilera em lançar "Dirrty" para atrair a atenção. Quando o single alcançou o número #48 na Billboard Hot 100 (apesar de ser bem sucedido em outros lugares - que chegou ao número #1 no Reino Unido, "Beautiful" foi rapidamente lançado como o segundo single para não prejudicar as vendas do álbum. A canção atingiu o pico no número #2 na Billboard Hot 100 em grande parte por causa do seu forte desempenho na airplay de rádio, que foi lançado como um 12 "maxi-single e nas vendas de tempo de este formato foram muito menores do que as de CD normal e maxi-singles do CD. "Beautiful" ficou no top 10 da Billboard Hot 100 por 12 semanas e tornou-se o single de Aguilera que mais permaneceu na Billboard ao longo de 27 semanas.

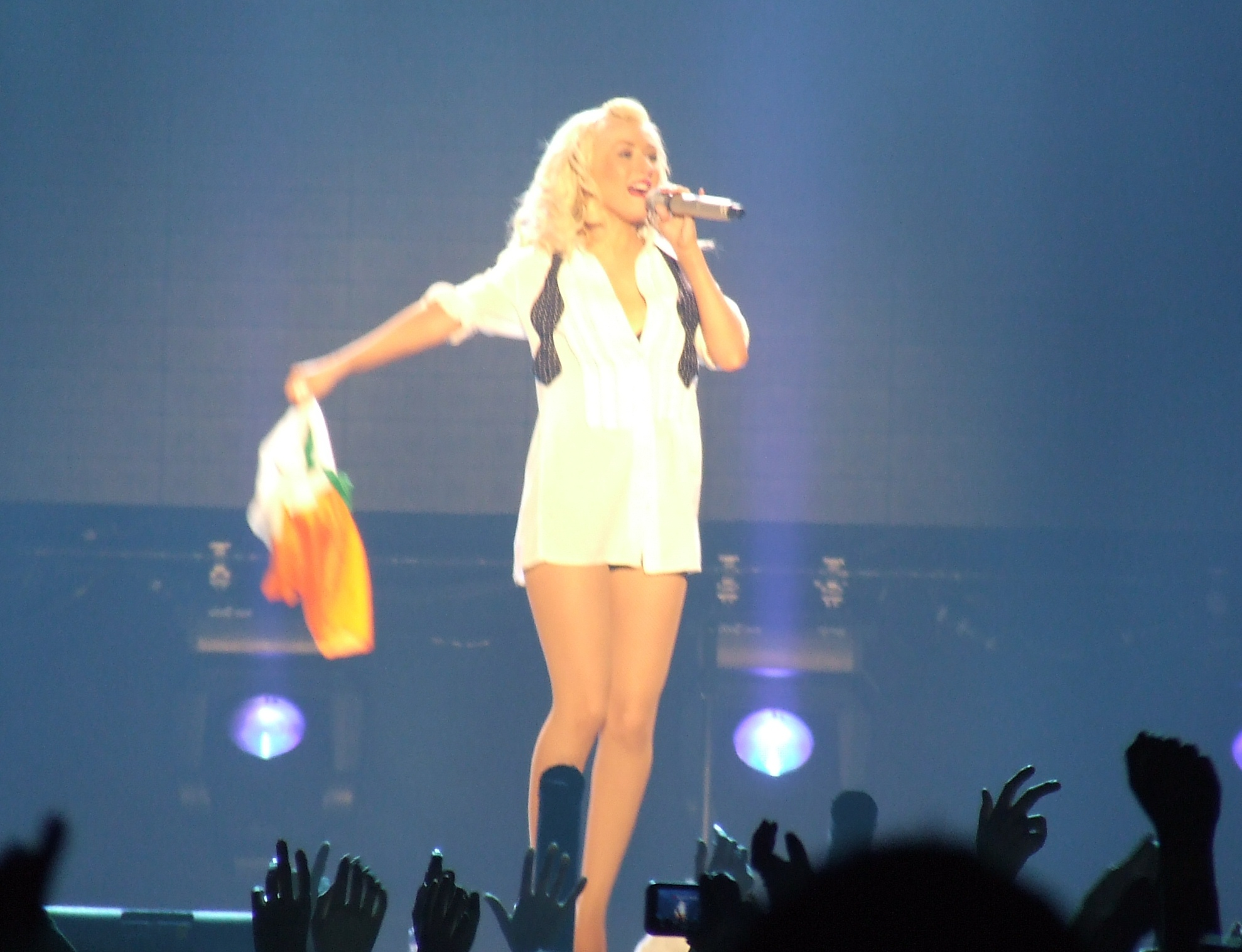
Aguilera cantando "Beautiful" na Irlanda.

 Até à data, já vendeu mais de 1,2 milhões de cópias digitais nos Estados Unidos. Ele também superou muitos gráficos da revista Billboard, em especial, chegou ao número #1 no Top Adult, Contemporâneo, 40 Mainstream e Hot Dance Club Songs, e número #2 no Hot 100 Airplay. Foi igualmente bem sucedida em outros lugares, e alcançou o número #1 nas paradas do Reino Unido (onde se tornou o seu quarto single número #1), Austrália (onde era o seu primeiro) e Canadá (onde era o seu segundo). Na Nova Zelândia, chegou ao número #1 também, e com 13 semanas no Top 10, tornou-se #60 canção mais bem sucedido de todos os tempos lá.
O single provou ser outro fenômeno internacional de Aguilera, entrando no Top 5 em quase todos os países europeus, foi lançado na Alemanha, Suécia, Noruega, Irlanda e Áustria. "Beautiful" ficou nas paradas da Alemanha por 11 semanas, e durante 42 semanas em Airplay Top 100 da Argentina, em #1. No Pacífico, "Beautiful" chegou ao número #1 na parada de singles da Austrália, e tem uma certificação de platina pela ARIA por ter vendido mais de 70 mil cópias. Na Nova Zelândia, o single também alcançou a posição #1, permanecendo no gráfico de 22 semanas. Ele foi certificado ouro lá. Em 2004, "Beautiful" ganhou um Grammy na categoria "Melhor Performance Vocal Pop Feminina", e Linda Perry recebeu uma indicação na categoria "Canção do Ano". A canção foi classificada como número #2 na lista dos "Dez Maiores Singles de 2002" pela Rolling Stone. O vídeo foi o destinatário do "Vídeo Feminino Popular" prêmio no 2003 da Channel [V] Tailândia Video Music Awards. Um remix de "Beautiful", de Peter Rauhofer, ganhou um Prêmio 2003 HX para "Música de dança do Ano". "Beautiful" tornou-se uma das músicas mais tocadas da década, com audição de mais de 6 bilhões.

## Performances ao vivo
Em 2002, Aguilera cantou a música em Prêmios VH1 e Top of the Pops. No início de 2003, ela também fez uma performance no American Music Awards. Em 2003, Aguilera realizou "Beautiful" no Late Show with David Letterman, usando um vestido preto, um chapéu preto e saltos pretos. A música também tem sido realizado em uma série de outros shows, incluindo Saturday Night Live em 15 de março de 2003; e também em The Ellen DeGeneres Show, em 2004. No mesmo ano Aguilera apresentou "Beautiful" no Grammy Awards, onde também ganhou na categoria "Melhor Performance Vocal Pop Feminino" pela canção. Em 2006, Aguilera executou no Good Morning America. A música foi uma parte importante Back to Basics Tour e na Stripped World Tour. No final da canção, o instrumental da canção é geralmente jogado enquanto Aguilera está saindo da fase anterior, quando ela acena agradecer ao público. Em 2008, Aguilera cantou a música no Telecast Tributo CNN Heroes. Aguilera recebeu uma ovação de pé no final da apresentação. Em dezembro de 2010, Aguilera cantou a música em dueto com Rebecca Ferguson, que foi finalista do reality show britânico The X Factor. Em 28 de junho de 2011, Aguilera cantou a música com Beverly McClellan, finalista do reality show The Voice, na semana seguinte. A versão da canção estreou em #74 na Billboard Hot 100, e no número #52 na Digital Songs, depois de vender 42 mil downloads no iTunes.

## Posições e certificações
| Tabela musical (2002)                   | Melhor posição |
| --------------------------------------- | -------------- |
| Argentina - FIMI                        | 1              |
| Austrália - ARIA Charts                 | 1              |
| Áustria - Ö3 Austria Top 75             | 5              |
| Estónia - FIMI                          | 1              |
| Bélgica - Ultratop (Flandres)           | 3              |
| Canadá - Canadian Hot 100 (Valónia)     | 1              |
| Países Baixos - FIMI                    | 1              |
| França - SNEP                           | 27             |
| União Europeia European Hot 100 Singles | 1              |
| Alemanha - Media Control AG             | 4              |
| Brasil - Billboard Brasil               | 1              |
| Itália - FIMI                           | 8              |
| Bulgária - RIANZ                        | 1              |
| Dinamarca - Tracklisten                 | 1              |
| África do Sul - PROMUSICAE              | 1              |
| Nova Zelândia - RIANZ                   | 1              |
| Espanha - PROMUSICAE                    | 1              |
| Suécia - Sverigetopplistan              | 3              |
| Suíça - Schweizer Hitparade             | 7              |
| Arábia Saudita - FIMI                   | 1              |
| Grécia - IFPI                           | 1              |
| Finlândia - FIMI                        | 1              |
| Noruega - FIMI                          | 5              |
| Argentina - IRMA                        | 1              |
| Roménia - SNEP                          | 1              |
| Japão - Japan Hot 100                   | 1              |
| Hong Kong - IFPI                        | 1              |
| Hungria - IRMA                          | 1              |
| Reino Unido - UK Singles Chart          | 1              |
| Estados Unidos - Billboard Hot 100      | 2              |
| - Mundo                                 | 1              |

| Tabela musical (2002)                    | Melhor posição |
| ---------------------------------------- | -------------- |
| Austrália - ARIA                         | 24             |
| Áustria - Ö3 Austria Top 40              | 45             |
| Países Baixos - European Hot 100 Singles | 35             |
| Irlanda - SNEP                           | 16             |
| Alemanha - Media Control AG              | 56             |
| Suécia - Sverigetopplistan               | 27             |
| Nova Zelândia - FIMI                     | 3              |
| Suíça - Schweizer Hitparade              | 66             |
| Reino Unido - Official Charts Company    | 23             |
| Estados Unidos - Billboard Hot 100       | 16             |

| País/Associação                | Certificação | Vendas     |
| ------------------------------ | ------------ | ---------- |
| Austrália - ARIA               | Platina      | 70 000+    |
| Nova Zelândia - RIANZ          | Ouro         | 7 500+     |
| Estados Unidos - RIAA          | Platina      | 1 200 000+ |
| Reino Unido - UK Singles Chart | 3× Platina   | 300 000+   |
| Argentina - IRMA               | 2× Platina   | 90 000+    |
| Brasil - FIMI                  | Diamante     | 200 000+   |
| Bélgica - IFPI                 | 3× Platina   | 100 000+   |

## Créditos
- Escritora: Linda Perry
- Vocais: Christina Aguilera
- Produtora: Linda Perry
- Engenheiro de som: Linda Perry
- Guitarra: Linda Perry
- Bateria: Brian MacLeod
- Teclados: Damon Fox
- Piano: Linda Perry
- Violino: Eric Gorfain